# INVERSE
INVERSE（インヴァース、略称：INV）は、日本で2021年3月12日に発足したセミプロゲーミングチーム。
Fortniteを主要タイトルとし、年齢を問わず人間力に重点を置き、様々な世代のユーザーが活動することを目的とし活動を行っている。

## 概要
2021年3月12日にFortnite部門のみで構成されたセミプロゲーミングチームとして設立。チーム運営は運営団体INVERSE（代表：たかき）によって行われている。
2021年4月にはファンとの交流を目的としたINVERSEのサブブランドである『INV community』が設立された。
日本学生e-sports協会の認証団体となり、協会の後援を受けた公認大会であるINV杯を開催している。

## 略歴
2021年
・3月12日：Fortnite部門のみで構成されたセミプロゲーミングチームとして設立。
　　　　　　同日、日本学生e-sports協会の認証団体となる。
・3月18日：人気TikTokerの内山氏が応援スポンサーに就任。
・4月2日：object.incがスポンサーに就任。
・4月10日：日本学生e-sports協会の後援を受け、『第1回INV杯』を開催。
・4月21日：INVERSEのサブブランドである『INV community』が設立。
・5月15日：日本学生e-sports協会の後援を受け、『第2回INV杯』を開催。
・6月19日：日本学生e-sports協会の後援を受け、『第3回INV杯』を開催。
・7月28日：沖縄県を拠点とするサッカークラブ『沖縄SV』がスポンサーに就任。
・8月29日：日本学生e-sports協会の後援を受け、『第4回INV杯』を開催。
2022年
・1月22日：INVERSEが個人主催大会を監修する取り組みとして『INVリーグ』を開催。
　　　　　　共催者は、所属メンバーであるAlmaと動画クリエイターであるぺぺち、さわ丸で行われた。
・4月2日: 「一人でも多くの方にSDGsの内容を知ってもらい、興味を持って取り組んでもらう」という社会貢献をコンセプトとした、『INVリーグ SDGs』を開催。

## 所属メンバー
| 活動名    | 部門             | 国籍     |
| --------- | ---------------- | -------- |
| たかき    | 代表             | 日本の旗 |
| 海哉      | 副代表           | 日本の旗 |
| Alma      | スーパーバイザー | 日本の旗 |
| Latechama | バトルロイヤル部 | 日本の旗 |
| こた      | クリエイティブ部 | 日本の旗 |
| みかさ    | バトルロイヤル部 | 日本の旗 |
| ショウヤ  | ストリーマー部   | 日本の旗 |
| ほたて    | バトルロイヤル部 | 日本の旗 |
| たけるん  | ストリーマー部   | 日本の旗 |
| ゆう      | ストリーマー部   | 日本の旗 |
| ぅゆ      | ストリーマー部   | 日本の旗 |
| めいこん  | バトルロイヤル部 | 日本の旗 |
| rikua     | 選手部           | 日本の旗 |